# Sulpicius Severus
Sulpicius Severus (asi 363 – asi 425) byl raně křesťanský latinsky píšící spisovatel, který žil v římské provincii Gallia Aquitania (dnešní západní Francie). Je známý svou kronikou (Chronicorum Libri duo nebo Historia sacra) a životopisem Martina z Tours (Vita Sancti Martini).

## Život
Téměř vše, co je o Severově životě známo, pochází z několika narážek v jeho vlastních spisech, z některých pasáží v dopisech jeho přítele biskupa Paulína z Noly a z krátké biografie historika Gennadia z Massilie (též Gennadius Scholasticus). 
Severus se narodil v bohaté a vlivné akvitánské rodině a měl tudíž možnost získat vynikající vzdělání. Studoval právní vědu v Burdigale (dnešní Bordeaux) a stal se proslulým jako výmluvný právník. Jeho znalost římského práva se odráží i v jeho pozdějších historických spisech. Po studiích se oženil s dcerou z bohaté konzulské rodiny, která zemřela mladá a nezanechala mu žádné děti.
Po smrti ženy se Severus dostal do vlivu biskupa Martina z Tours, který ho přiměl k tomu, aby své bohatství věnoval křesťanským chudým a síly napřel ke kontemplativní vizi Boha. Dle vlastních slov Severus "opustil cicerovskou vzdělanost pro učení rybářů". Tato volba vyvolala nelibost Severova otce, ale v jeho odhodlání ho povzbudila tchyně. Získal kněžské svěcení, ale důkazy o jeho kněžské činnosti se nedochovaly. Podle tradice vedl velmi samotářský a mnišský život. Ve stáří ho svedlo učení pelagianismu, ale prý ho nakonec odvrhl a činil pokání.

## Dílo
Hlavním Severovým dílem je Kronika vydaná okolo roku 403. Jde o shrnutí církevních dějin od počátku světa až po Severovy časy, s vynecháním událostí zaznamenaných v bibli. Je důležitým zdrojem pro studium vývoje křesťanských herezí, zejména silně gnostického priscillianismu (jenž měl velké zázemí právě v Akvitánii) a také ariánství. 
Kniha byla dlouho užívána jako učebnice. Oceňován byl její latinský styl, autorovým cílem patrně bylo oslovit ty latinské čtenáře, kterým se řecké či latinské křesťanské spisy zdály příliš hrubé, ve srovnání s díly například Tacitovými. I proto se Severus vyhýbal alegorickým výkladům, tak oblíbeným u křesťanských autorů jeho doby, a dějiny církve popisoval více historiograficky, "římsky". Snad ze římských zdrojů i čerpal, Jakob Bernays navrhl hypotézu, že vyprávění o zničení Jeruzaléma Titem založil Severus na ztracené části Tacitových Historiae.
Ideologicky se drží plně linie Martina z Tours. Zdůrazňuje ideál mnišství. Důležité jsou pasáže, v nichž zdůrazňuje, že by kněžstvo nemělo mít moc. Když vypráví o rozdělení Kanaánu mezi hebrejské kmeny, klade zvláštní důraz na skutečnost, že žádná část svaté země nebyla přidělena kmeni Lévi, tedy kastě kněžích, aby neztratil schopnost sloužit Bohu. „Zdá se, že naši duchovní nejen zapomněli na tuto lekci, ale snad ji nikdy ani neznali – taková vášeň pro majetek se v dnešní době uchytila jako mor na jejich duši,“ komentuje to Severus. Ač brojil proti herezím, odmítal zavedení světských trestů za tyto duchovní přestupky. 
Nejstarší dochovaný rukopis Severovy Kroniky pochází z 11. století, nachází se ve Vatikánské knihovně. 
Během středověku se ještě populárnější než Kronika stal Severův Život sv. Martina. Přispěl k vytvoření skvělé pověsti, kterou si tento zázračný světec udržoval po celý středověk. Kniha není ve skutečnosti biografií, ale katalogem zázraků. Ty jsou výsledkem vystupňované svatosti, již lze dle Severa dosáhnout jen izolací od světa. Jakýmsi doplňkem životopisu jsou dva Severovy Dialogy (formálně ovlivněné Ciceronem) a tři dopisy o Martinově smrti. 
Dalších sedm dopisů tradicí Severovy připisovaných patrně nevytvořil on.[zdroj?] Také tzv. Světová kronika takřečeného Sulpicia Severa není jeho dílem, byla napsána ve Španělsku v 6. století.[zdroj?]